# ウンビセプチウム
ウンビセプチウム (羅:Unbiseptium) は、原子番号127にあたる未発見の超重元素に付けられた一時的な仮名（元素の系統名）である。この名称と記号はそれぞれ系統的なIUPAC名の記号であり、元素が発見され、確認され、恒久的な名前が決定されるまで使われる。

## 歴史
1978年、ドイツのダルムシュタット市にある重イオン研究所でUNILAC加速器を使い、キセノン136イオンをタンタルに衝突させてこの元素を生成する実験が試みられたが、失敗した。
{\displaystyle \,_{73}^{nat}\mathrm {Ta} +\,_{54}^{136}\mathrm {Xe} \to \,^{316,317}\mathrm {Ubs} ^{*}\to {\mbox{no atoms}}}